# Taung (Botswana)
Ramotswa station/Taung is een dorp in het district South-East in Botswana. De plaats telt 4250 inwoners (2011).